# Nippon Maru Memorial Park
Nippon Maru Memorial Park (jap. 日本丸メモリアルパーク) – nadbrzeżny park w Jokohamie, w Japonii na obszarze Minato Mirai 21. Obiekty wystawowe w parku obejmują żaglowiec Nippon Maru, symbolu portu Jokohama i ważnego dobra kulturowego, dok wystawowy nr 1, który również jest częścią dobrą kulturowego i Muzeum Portu w Jokohamie, w którym odwiedzający mogą poznać historię związaną z tym konkretnym portem.

## Galeria

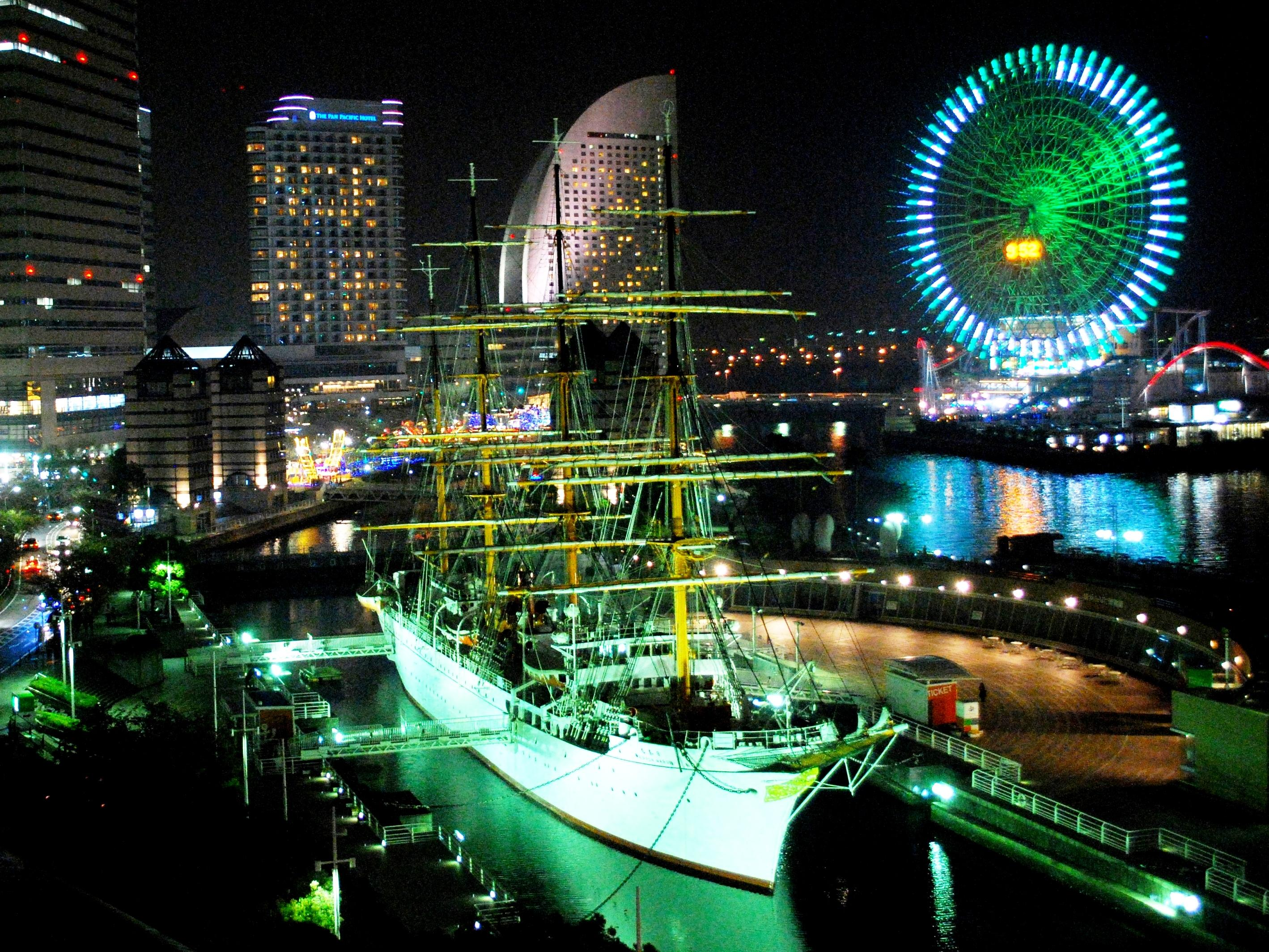
Nocny widok na Park
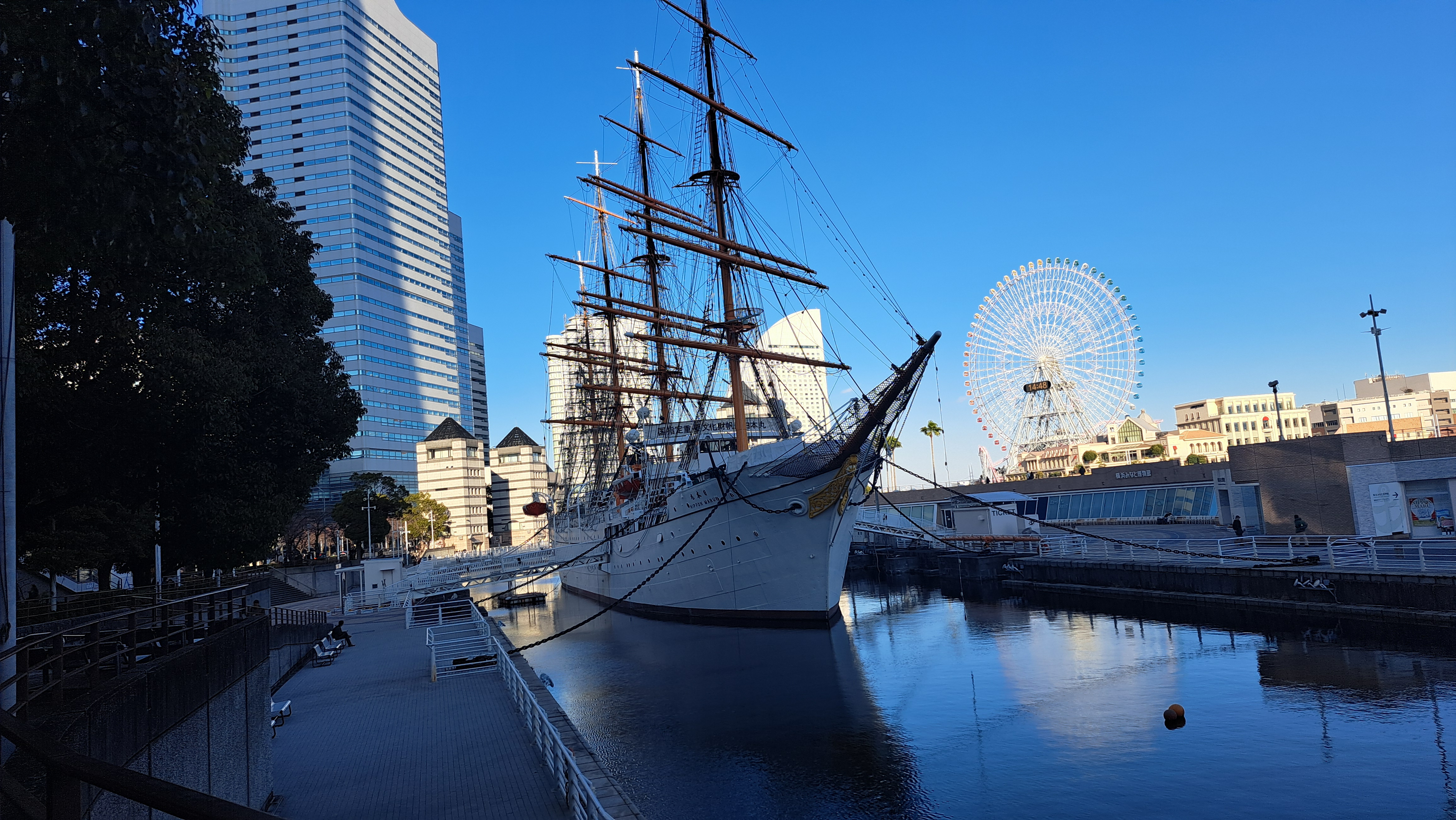
Żaglowiec Nippon Maru w doku w Nippon Maru Memorial Park
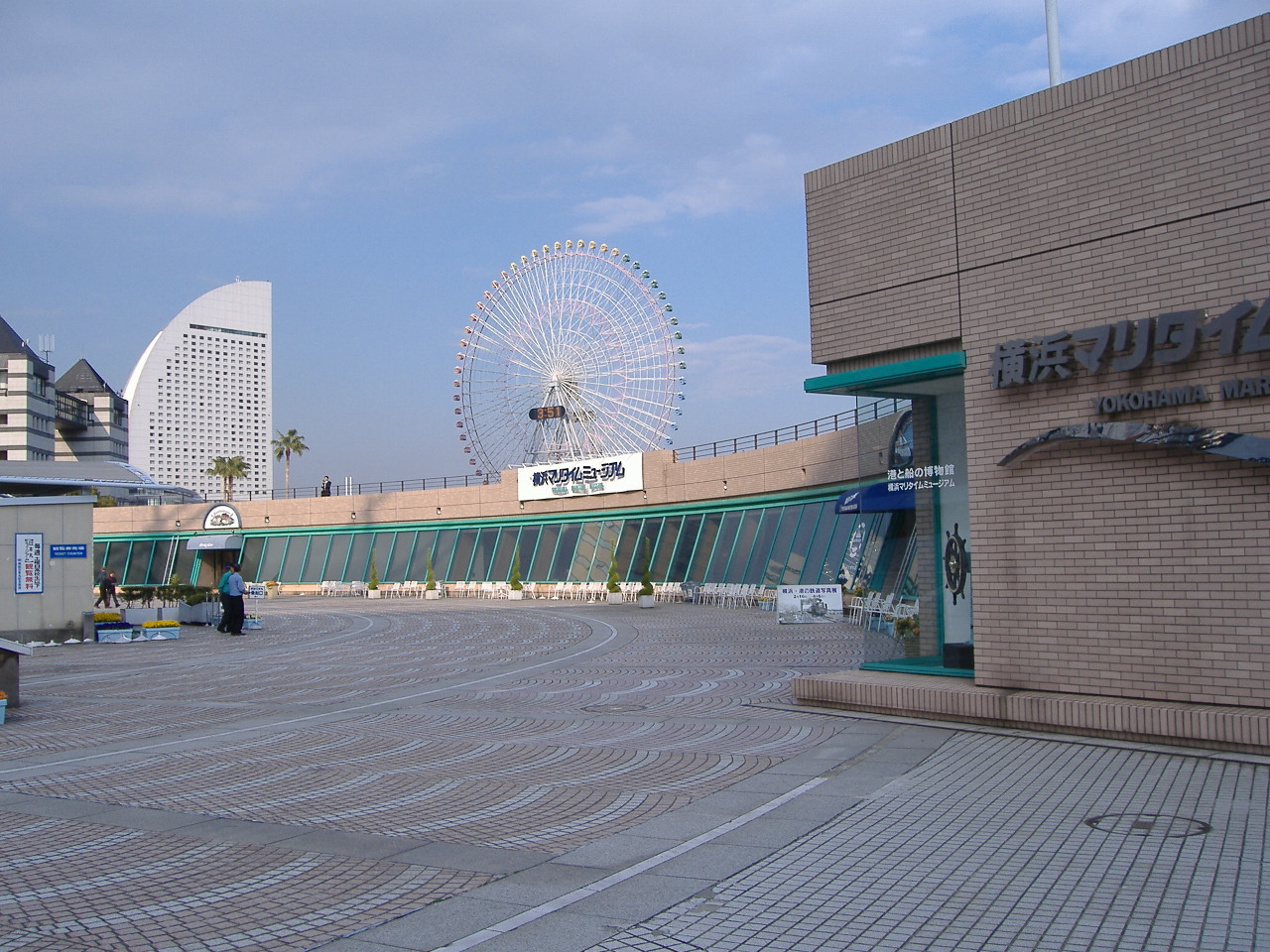
Budynek Muzeum Portu w Jokohamie